# Zoica
Genre
Synonymes
- Flanona Simon, 1898

Zoica est un genre d'araignées aranéomorphes de la famille des Lycosidae.

## Distribution
Les espèces de ce genre se rencontrent en Asie et en Océanie.

## Liste des espèces
Selon World Spider Catalog (version 22.0, 02/02/2021) :
- Zoica bambusicola Lehtinen & Hippa, 1979
- Zoica bolubolu Lehtinen & Hippa, 1979
- Zoica carolinensis Framenau, Berry & Beatty, 2009
- Zoica falcata Lehtinen & Hippa, 1979
- Zoica hainan Wang, Li & Zhang, 2021
- Zoica minuta (McKay, 1979)
- Zoica oculata Buchar, 1997
- Zoica pacifica Framenau, Berry & Beatty, 2009
- Zoica parvula (Thorell, 1895)
- Zoica puellula (Simon, 1898)
- Zoica unciformis Li, Wang & Zhang, 2013
- Zoica wauensis Lehtinen & Hippa, 1979

## Publication originale
- Simon, 1898 : Histoire naturelle des araignées. Paris, vol. 2, p. 193-380 (texte intégral).